# Witold Wolfram
Witold Zachariasz Wolfram (ur. 5 listopada 1895 w Warszawie, zm. w kwietniu 1940 w Charkowie) – kapitan administracji Wojska Polskiego, działacz niepodległościowy, kawaler Orderu Virtuti Militari, ofiara zbrodni katyńskiej.

## Życiorys
Urodził się 5 listopada 1895 w Warszawie, w rodzinie Juliana i Ludwiki z Wojciechowskich. W 1914 ukończył naukę i zdał maturę w Gimnazjum Edwarda Rontalera w Warszawie. W październiku 1915 został wcielony do armii rosyjskiej. 1 lutego 1916 ukończył wojenny kurs oficerski. Walczył na froncie niemieckim. W październiku 1917 przeszedł do I Korpusu Wschodniego i został przydzielony do 6 pułku strzelców polskich. Walczył z bolszewikami w rejonie Bobrujska i Osipowicz.
W sierpniu 1919 wstąpił do Wojska Polskiego i został przydzielony do 12 pułku piechoty, a później przeniesiony do 3 pułku strzelców podhalańskich. W jednostce walczył w wojnie polsko-bolszewickiej, za swoje czyny został odznaczony Krzyżem Srebrnym Orderu Virtuti Militari.
Po zakończeniu działań wojennych pozostał w wojsku jako oficer zawodowy i kontynuował służbę w 3 psp. 3 maja 1922 został zweryfikowany w stopniu kapitana ze starszeństwem od 1 czerwca 1919 i 1558. lokatą w korpusie oficerów piechoty. Później, w tym samym roku, został przeniesiony do 21 pułku piechoty w Warszawie na stanowisko dowódcy kompanii. W 1924 został przesunięty na stanowisko oficera materiałowego, a dwa lata później na stanowisko komendanta powiatowego Przysposobienia Wojskowego. Od 15 lutego do 31 października 1928 był przydzielony z macierzystego pułku do Departamentu Piechoty Ministerstwa Spraw Wojskowych. W marcu 1931 został przeniesiony do PKU Warszawa Miasto III na stanowisko kierownika I referatu. 1 września 1938 PKU Warszawa Miasto III została przemianowana na Komendę Rejonu Uzupełnień Warszawa Miasto III, a zajmowane przez niego stanowisko otrzymało nazwę „kierownik I referatu ewidencji”. W 1939 w dalszym ciągu pełnił służbę na tym stanowisku.
W czasie kampanii wrześniowej 1939 – po agresji ZSRR na Polskę – w nieznanych okolicznościach dostał się do niewoli sowieckiej. Przebywał w obozie w Starobielsku. Wiosną 1940 został zamordowany przez funkcjonariuszy NKWD w Charkowie i pogrzebany potajemnie w bezimiennej mogile zbiorowej w Piatichatkach, gdzie od 17 czerwca 2000 mieści się oficjalnie Cmentarz Ofiar Totalitaryzmu w Charkowie. Figuruje na Liście Starobielskiej NKWD, pod poz. 493.
5 października 2007 minister obrony narodowej Aleksander Szczygło mianował go pośmiertnie na stopień majora. Awans został ogłoszony 9 listopada 2007 w Warszawie, w trakcie uroczystości „Katyń Pamiętamy – Uczcijmy Pamięć Bohaterów”.
Był żonaty z Aleksandrą z Łupinowiczów, z którą miał syna Tadeusza ps. „Okularnik” (ur. 9 stycznia 1925, zm. 29 lipca 2019), kaprala podchorążego Narodowych Sił Zbrojnych, uczestnika powstania warszawskiego, żołnierza plutonu „Truka” w kompanii „Bradla” batalionu AK „Miłosz”.

## Ordery i odznaczenia
- Krzyż Srebrny Orderu Wojskowego Virtuti Militari nr 4989 – 1921[1][27]
- Krzyż Walecznych[28]
- Medal Niepodległości – 23 grudnia 1933 „za pracę w dziele odzyskania niepodległości”[29]
- Srebrny Krzyż Zasługi – 1938 „za zasługi w służbie wojskowej”[30]
- Medal Pamiątkowy za Wojnę 1918–1921[4]
- Medal Dziesięciolecia Odzyskanej Niepodległości[4]
- Amarantowa wstążka[3]
- Medal Zwycięstwa[4][31]